# Felinin
Felinin ist eine nichtproteinogene Aminosäure, die im Urin von verschiedenen Katzen vorkommt. Felinin ist die Vorläufersubstanz für den bakteriellen Abbau durch eine bakterielle Lyase, wodurch das vermutete Katzen-Pheromon 3-Mercapto-3-methylbutan-1-ol (MMB) entsteht.

## Vorkommen

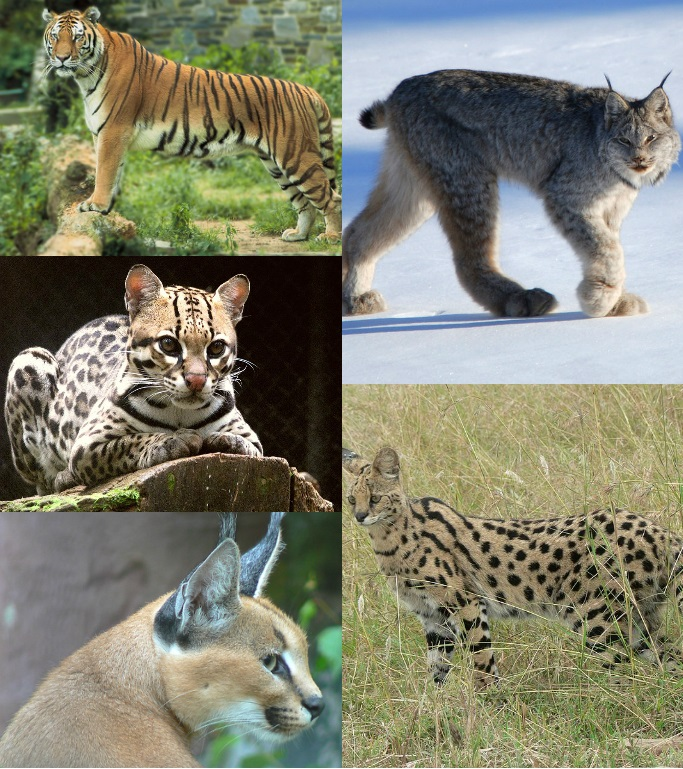
Felinin kommt im Urin von Katzen vor

Felinin wird unter anderem von Rotluchsen, Graukatzen, chilenischen Waldkatzen und Hauskatzen ausgeschieden.

## Biosynthese
Durch eine Kondensationsreaktion von Glutathion und Isopentenylpyrophosphat wird in der Leber 3-Mercaptobutanolglutathionin (3-MBG) gebildet. Im Blut kommt zudem das Tripeptid γ-Glutamylfelinylglycin (GFG) vor. In der Niere wird 3-MBG hydrolysiert zu Felinin und teilweise acetyliert. Daneben hydrolysiert die Protease Cauxin im Urin vorkommendes Felinylglycin zu Felinin. Daher sind Felinin, Acetylfelinin, Felinylglycin und 3-MBG im Urin vorhanden. Die Katzenpheromone 3-Mercapto-3-methyl-1-butanol, 3-Mercapto-3-methylbutylameisensäure, 3-Methyl-3-methylthio-1-butanol und 3-Methyl-3-(2-methyl-disulfanyl)-1-butanol sind vermutlich Abbauprodukte von Felinin.
Die Biosynthese von Felinin ist Testosteron-gesteuert. Die Konzentration von Felinin im Urin fällt nach der Kastration männlicher Katzen auf etwa ein Drittel und ist dann geringfügig höher als bei weiblichen Katzen oder kastrierten weiblichen Katzen.